# Ram al-Anz
Ram al-Anz (tiếng Ả Rập: رام العنز, cũng đánh vần Rum al-Anaz) là một ngôi làng ở phía bắc Syria nằm về phía tây bắc của Homs thuộc tỉnh Homs. Theo Cục Thống kê Trung ương Syria, Ram al-Anz có dân số 1.272 trong cuộc điều tra dân số năm 2004. Cư dân của nó chủ yếu là Alawites.